# Tag Adams
Tag Adams (Pseudonym Chet Roberts; * 4. April 1972 in Hanover, Pennsylvania) ist ein US-amerikanischer Pornodarsteller.

## Leben
Tag Adams ist als Pornodarsteller in den Vereinigten Staaten tätig. Er erhielt mehrere bedeutende Preise der US-amerikanischen Pornoindustrie. 2012 wurde er von einem Bundesgericht in den Vereinigten Staaten zu einer achtjährigen Haftstrafe verurteilt, vorgeworfen waren ihm Drogenbesitz und der versuchte sexuelle Kontakt mit Minderjährigen.

## Filmografie (Auswahl)

### Als Chet Roberts
- 1994: Billy's Tale
- Drenched Part 1
- The Drenched Set

### Als Tag Adams
- Pokin' in the Boys Room
- Detention
- Tag Punished
- Bedroom Eyes

## Preise und Auszeichnungen (Auswahl)
- 2004: Grabby Award für Bester Performer und Beste Duo Sexszene mit Aiden Shaw in Perfect Fit
- 2004: GayVN Awards für Beste Sex Szene in Detention (mit Chad Hunt)
- 2005: GayVN Awards für Performer des Jahres